# Baia Mare
Baia Mare (nazwa oznacza po polsku „Wielką Kopalnię”, węg. Nagybánya, niem. Frauenbach lub Neustadtl) – stolica i największe miasto okręgu Marmarosz (obecnie często błędnie uważanego za część Siedmiogrodu) w Rumunii. Miasto w 2021 roku liczyło 107 434 mieszkańców.

## Historia
W czasie epoki brązu tereny wokół Baia Mare stanowiły królestwo Traków, z których później wywodzili się Dakowie. Były też częścią dużego państwa Daków stworzonego przez Burebistę. Najstarsze wzmianki na temat miasta pochodzą z 1142 roku, kiedy to węgierski król Geza II sprowadził tutaj niemieckich osadników. Nazwa tej osady brzmiała po niemiecku Frauenbach (węg. Asszonypataka, łac. Rivulus Dominarum) i oznaczała „Rzekę Kobiet”. Jednak najcenniejszy dokument to akt lokacyjny miasta wydany przez króla Ludwika Węgierskiego w 1347 r.
W 1411 r. węgierski król zamienił miasto za Belgrad z Djuradjem, synem Wuka Brankovicia, księciem Serbii (między 1411 a 1521 rokiem Belgrad był węgierską twierdzą graniczną).
W 1446 r. kopalnie i zwierzchność nad Baia Mare przypadły w udziale rodowi Hunyady jako nagroda za bohaterstwo Jánosa Hunyadyego w bitwach przeciwko najeźdźcom tureckim. Hunyady ufundował kościół św. Stefana, z którego do dziś przetrwała jedynie Wieża św. Stefana, która pozostaje charakterystycznym elementem pejzażu miasta.
W 1469 r. król Maciej Korwin nadał miastu prawo do rozwijania swojego systemu murów obronnych i baszt, wzmocnionego głębokimi fosami i palisadami, strzegącego przed najeźdźcami. Dzięki temu Baia Mare stała się imponującą fortecą.
W 1567 r. miasto zostało zaanektowane przez Jana Zygmunta Zápolyę, księcia Siedmiogrodu.
W 1600 roku, jako oznaka wdzięczności za anulowanie wielu miejskich długów, dzierżawca kopalni, Felician Herbstein, rozkazał wybić złotą monetę z wizerunkiem Michała Walecznego, wojewody wołoskiego i wówczas także siedmiogrodzkiego. Kolekcjonerzy uważają, że ta moneta ma ogromną wartość numizmatyczną.
W latach 1605–1606, 1621–1629 oraz 1645–1648 miasto i okolice stanowiły część Księstwa Wołoszczyzny. Od XVI stulecia miasto oficjalnie otrzymało nazwę Nagybánya.
W 1703 roku legendarny banita Pintea Viteazul był świadkiem, obok Franciszka II Rakoczego, odzyskania miasta z rąk Habsburgów Austriackich podczas powstania chłopskiego.
W 1889 roku wydana została pierwsza gazeta po rumuńsku – „Gutinul” – poruszająca problemy społeczne, ekonomiczne i kulturalne. W 1910 roku miasto liczyło 12877 mieszkańców: 9992 (77,6%) Węgrów, 2677 (20,8%) Rumunów, 175 (1,4%) Niemców.
Od 1919/1920 roku (traktat z Trianon) do 1940 (drugi arbitraż wiedeński), Baia Mare była częścią Królestwa Rumunii, a w latach 1940–1944 Węgier. Traktat paryski po II wojnie światowej przywrócił miasto Rumunii. W latach 1952–1960 Baia Mare leżała w Regionie Baia Mare, 1960–1968 w regionie Marmarosz, a od 1968 r. w okręgu Marmarosz.
30 stycznia 2000 r. pękła tama otaczająca staw z odpadami poflotacyjnymi, zarządzana przez rumuńsko–australijską firmę górniczą Aural SA, która pozyskiwała złoto i srebro z hałd okolicznych kopalni. W rezultacie do otoczenia rozlało się ok. 100 tys. metrów sześciennych substancji, zawierającej od 50 do 100 ton bardzo trujących cyjanków, a oprócz tego duże ilości metali ciężkich. Silnie zanieczyszczona woda dostała się najpierw do rzeki Lăpuș, następnie do Samoszu, Cisy, a z jej wodami do Dunaju. Stężenie trujących substancji 180-krotnie przekraczało dopuszczalne wartości. Największe straty dotknęło środowisko naturalne Cisy. Katastrofa ta uważana jest za drugą pod względem szkód, po katastrofie w Czarnobylskiej Elektrowni Jądrowej. O katastrofie zespół Rammstein śpiewa w piosence „Donaukinder”.

## Mieszkańcy
Wśród mieszkańców dużą liczbę stanowią Węgrzy, w 1992 r. tworzyli 17,5% ludności miasta, choć jest to liczba ciągle malejąca. W 1910 r. stosunek procentowy wyglądał następująco: Węgrzy – 64,8% mieszkańców, Rumuni – 33,7%, Niemcy – 1,2%. Według danych z 2002 r. Rumuni stanowili 82,81% (114 213) populacji, Węgrzy 14,83% (20 466), Romowie 1,51% (2092), a Niemcy 0,36% (507).

## Gospodarka
W mieście rozwinął się przemysł maszynowy, drzewny, chemiczny, włókienniczy, szklarski, materiałów budowlanych, spożywczy oraz hutniczy. Ośrodek wydobycia rud cynku, ołowiu, srebra oraz złota.

## Galeria

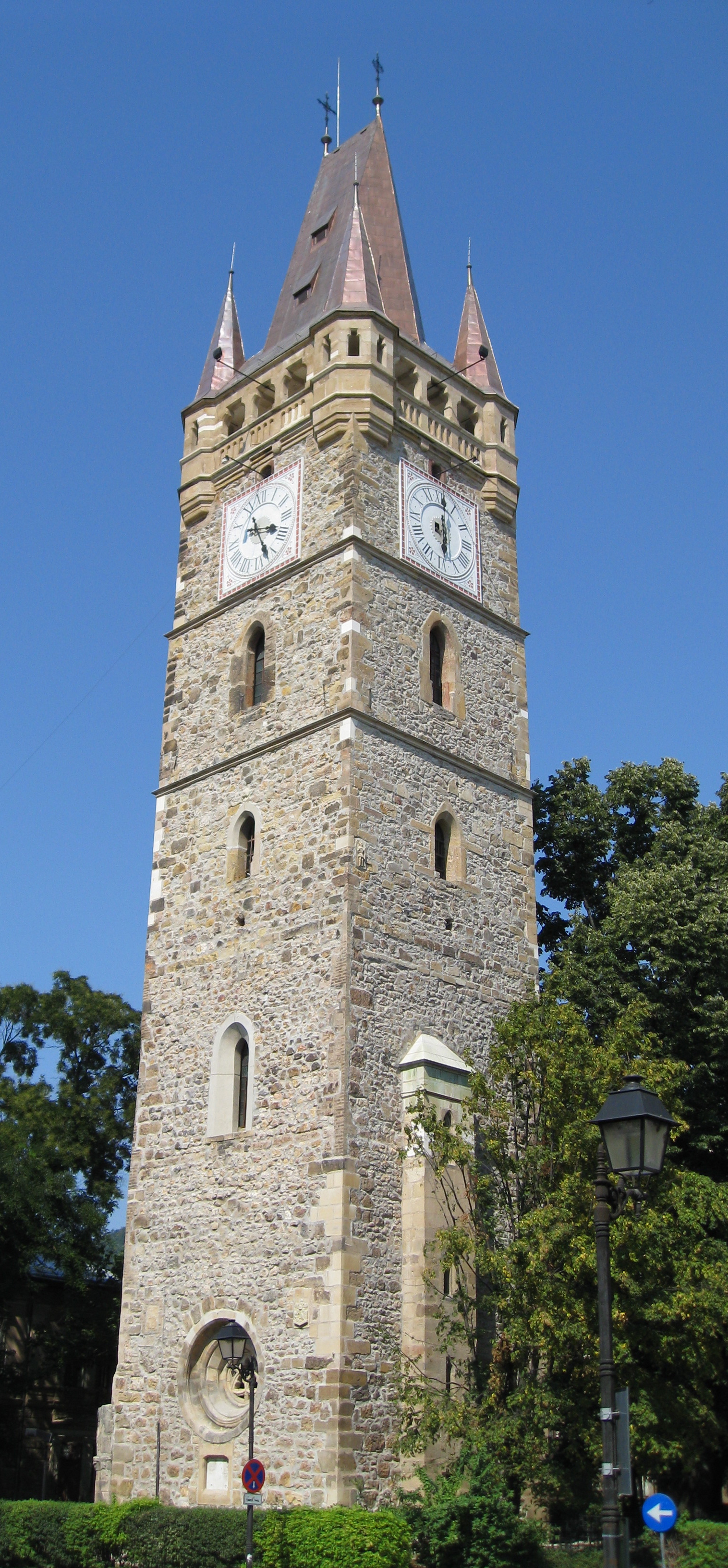
Wieża św. Stefana
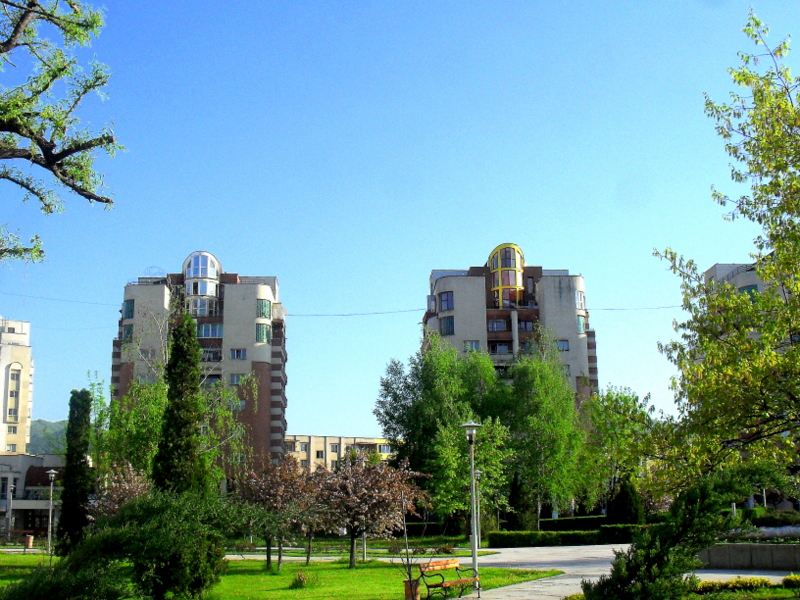
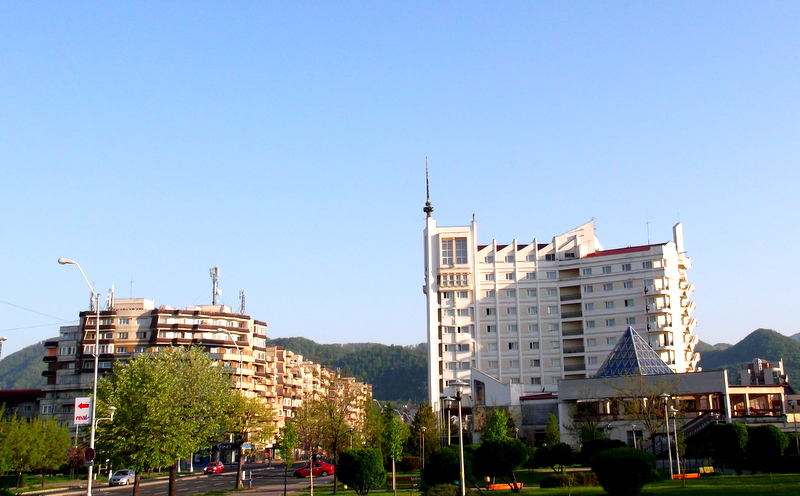
Centrum
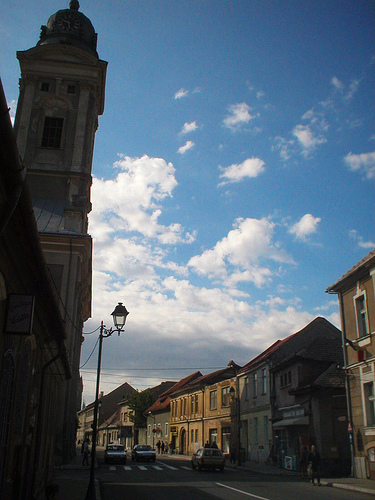
„Stare” Baia Mare
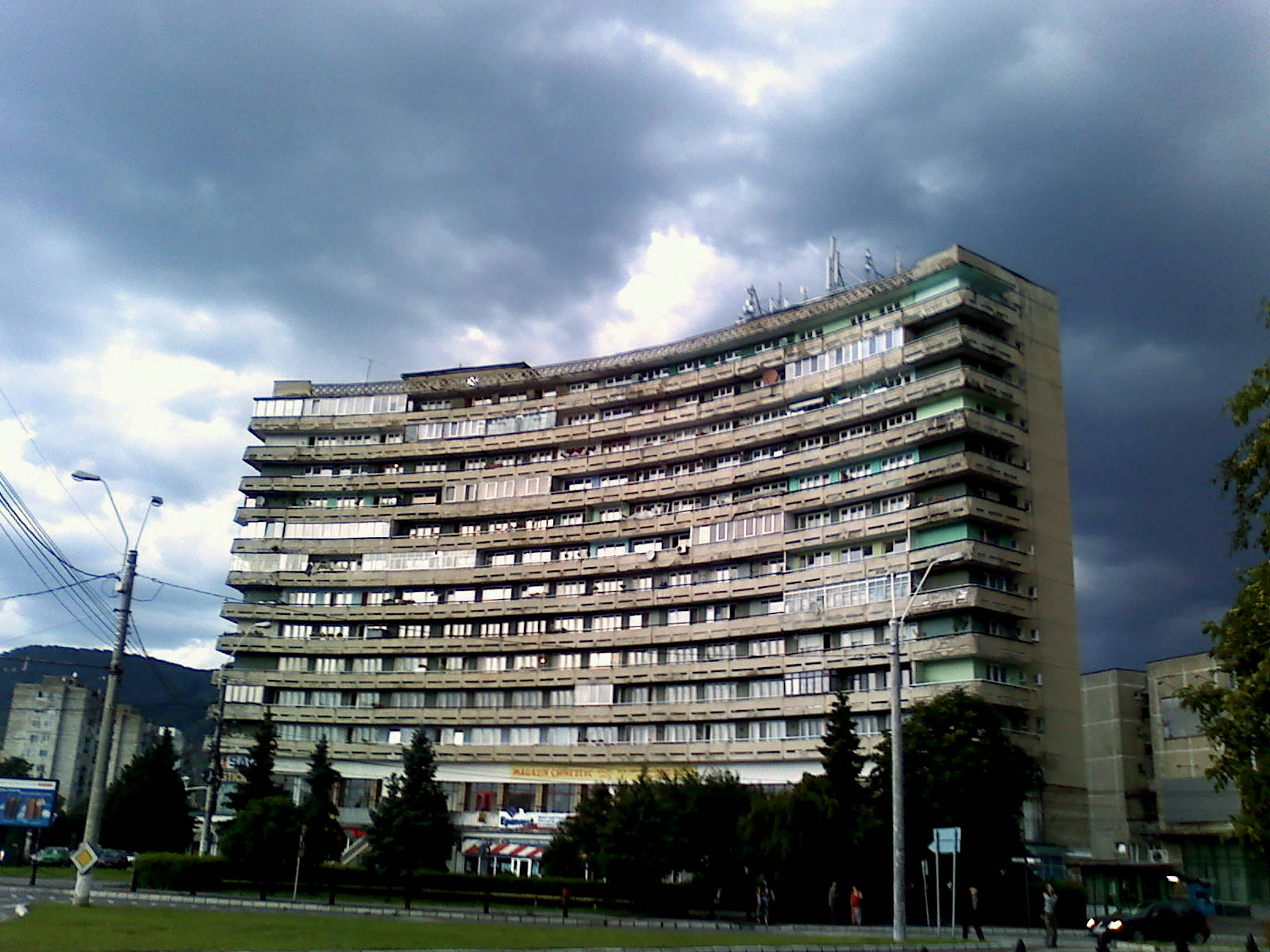
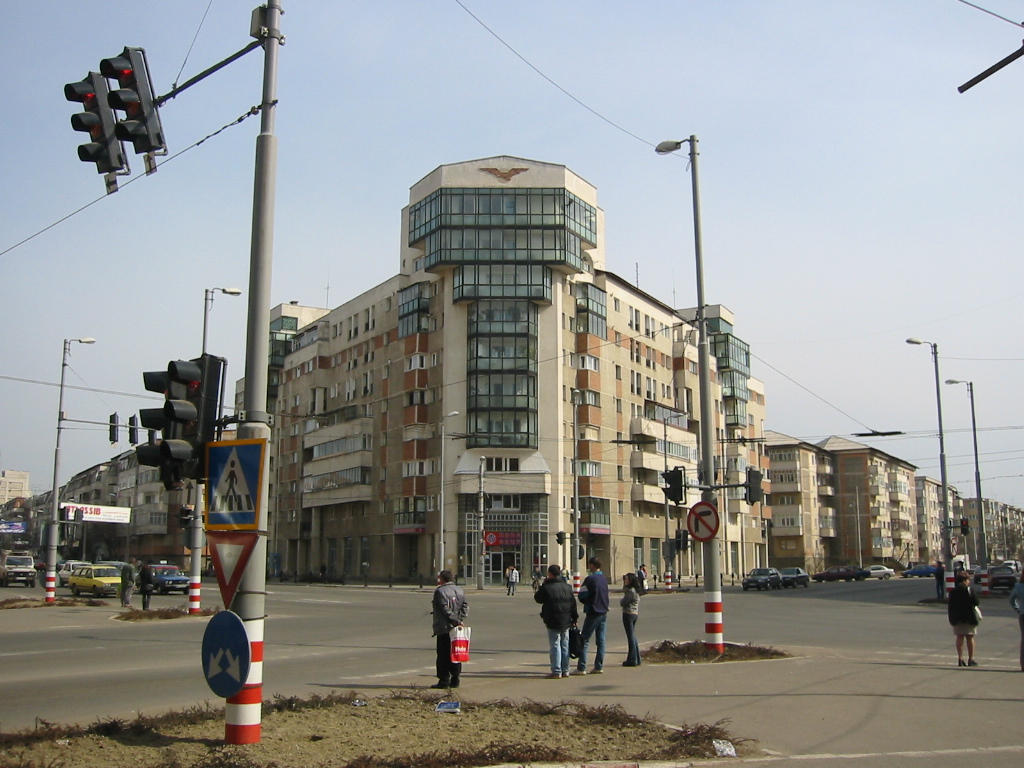
Bulwar „Traian” w Baia Mare

## Zabytki
Wśród zabytków i obiektów wartych zobaczenia należy wymienić m.in.:
- Muzeum mineralogiczne
- Muzeum Etnografii i Sztuki Ludowej
- Tzw. Wieża Stefana
- Wieża Rzeźników (Turnul Macelarilor)

## Miasta partnerskie
- Serino, Włochy
- Nyíregyháza, Węgry
- Hódmezővásárhely, Węgry
- Bielsko-Biała, Polska
- Hollywood, Stany Zjednoczone
- Wels, Austria
- Iwano-Frankowsk, Ukraina
- Szolnok, Węgry
- Kitwe, Zambia